# Шеншин, Александр Алексеевич
Александр Алексеевич Шеншин (1890—1944) — русский и советский композитор, музыкальный теоретик, дирижёр, педагог.

## Биография
Родился 6 (18) ноября 1890 в Москве. Теорию музыки поначалу осваивал самостоятельно, позднее брал уроки композиции у Д. И. Аракишвили, С. Н. Кругликова и А. Т. Гречанинова (в 1907—1908 гг.), Р. М. Глиэра (в 1910—1912 гг.) и Б. Л. Яворского (в 1914—1915 гг.). В 1911—1913 гг. под руководством К. С. Сараджева изучал дирижирование, а в 1921—1922 у Е. Ф. Гнесиной изучал игру на фортепиано. В 1915-м окончил историко-филологический факультет Московского университета, после чего с 1915 по 1921 год преподавал теоретические предметы (историю и латинский язык) в средних учебных заведениях Москвы. В 1921—1925 гг. заведовал музыкальной частью Московского театра для детей, а также являлся дирижёром оркестра этого театра. Примерно в то же время работал в редакции журнала «Современная музыка». С 1922 по 1929 год преподавал музыкально-теоретические предметы сначала в Московской консерватории (1922—1924), затем — в Музыкальном техникуме имени  А. Н. Скрябина (1924—1929). С 1933 по 1936 год был дирижёром Детского театра, руководил камерно-концертным репертуаром, который готовил для некоторых певцов Большого театра. В 1936—1944 работал консультантом вокального цеха Всесоюзного радиокомитета. 
Скончался 18 февраля 1944 года в Москве. Похоронен на Ваганьковском кладбище (участок 34).

## Творчество
Основная область творческой деятельности Шеншина — создание произведений для музыкального театра: это опера «О’Тао» (1927), балеты «Античные пляски» («Дионис», 1933, Москва), «Кармен» (1935, Москва), оперетта «Двенадцатая ночь» (1939, Москва). Среди его сочинений есть и камерно-инструментальные ансамбли, и произведения для фортепиано, для голоса с фортепиано, в т. ч. романсы, и др., музыка к спектаклям драматического театра, в числе которых «Жемчужина Адальмины» Ивана Новикова (1921), «Гайавата — вождь ирокезов» Н. Огнёва (1923), «Пиноккио» Сергея Шервинского по Карло Коллоди (1923), «Будь готов!» Михаила Розанова (1924), «Пионерия» Сергея Заяицкого (1926) — все в Московском театре для детей, «Антигона» по Софоклу (1907, Московский камерный театр).